# Головино (Киржачский район)
Головино — деревня в Киржачском районе Владимирской области, входит в состав Филипповского сельского поселения.  

## География
Деревня расположена в 21 км на юго-восток от центра поселения села Филипповское и в 30 км на юго-запад от райцентра города Киржач близ автодороги А-108.

## История
В конце XIX — начале XX века деревня входила в состав Финеевской волости Покровского уезда, с 1926 года — в составе Киржачской волости Александровского уезда. В 1859 году в деревне числилось 69 дворов, в 1905 году — 126 дворов, в 1926 году — 119 дворов.
С 1929 года деревня являлась центром Головинского сельсовета Киржачского района, с 1940 года — в составе Финеевского сельсовета, с 1971 года — в составе Песьяновского сельсовета, с 2005 года — в составе Филипповского сельского поселения.

## Население
| 1859 | 1905 | 1926 | 2002 | 2010 | 2021 |
| ---- | ---- | ---- | ---- | ---- | ---- |
| 417  | ↗645 | ↘512 | ↘12  | ↘4   | ↗44  |